# Reakcja autoimmunologiczna
Reakcja autoimmunologiczna – zjawisko polegające na zaistnieniu odpowiedzi układu immunologicznego skierowanej przeciwko własnym, prawidłowym komórkom organizmu.
Organizm wytwarza przeciwciała skierowane przeciwko własnym komórkom, tkankom i niszczy je. Normalnie organizm wytwarza przeciwciała przeciw antygenom wnikającym z zewnątrz.
Autoimmunizacja jest istotnym czynnikiem biorącym udział w powstawaniu i rozwoju następujących schorzeń:
- niedokrwistość złośliwa,
- niektóre zapalenia tarczycy i inne schorzenia tego narządu (choroba Gravesa-Basedowa, choroba Hashimoto),
- przedwczesna menopauza,
- choroby układowe tkanki łącznej (np. reumatoidalne zapalenie stawów, zesztywniające zapalenie stawów kręgosłupa),
- niepłodność męska spowodowana obecnością autoantygenów prowadzących do zlepiania plemników,
- przewlekłe zapalenia błony naczyniowej oka.

Inna grupa schorzeń związana jest z humoralną odpowiedzią immunologiczną, która polega na powstawaniu przeciwciał skierowanych przeciw antygenom czynnika chorobotwórczego. W normalnych warunkach kompleksy antygen-przeciwciało są pożerane i trawione przez komórki żerne. Zdarza się jednak, że te kompleksy są deponowane w śródbłonku drobnych naczyń krwionośnych rozmaitych narządów. Owe depozyty immunologiczne inicjują kolejne patologiczne procesy, w których biorą udział komórki żerne, z tym, że to nie tyle zdeponowane kompleksy, lecz tkanka, na której powierzchni się one odłożyły, staje się ofiarą komórek żernych. W ten sposób dochodzi do chorób kompleksów immunologicznych, w których istotną rolę odgrywa także komplement i jego składniki zwane anafilatoksynami. Do chorób z udziałem kompleksów immunologicznych należą kłębuszkowe zapalenie nerek i niektóre choroby drobnych naczyń krwionośnych.
Bywa też, że własne tkanki organizmu, do tej pory tolerowane przez układ immunologiczny, z różnych powodów stają się przedmiotem jego ataku. Autoantygeny albo zmieniają swoją antygenowość, np. w wyniku zetknięcia się z wirusem, albo – nie zmienione – mogą być zaatakowane przez zmienione (zmutowane) limfocyty. Przełamanie tolerancji wobec własnych antygenów prowadzi do chorób z autoagresji. Tak zwana autoimmunizacja to wytwarzanie przez organizm przeciw ciał skierowanych przeciwko własnym komórkom, tkankom i niszczenie ich. Spowodowana niedoborem komórkowych i hormonalnych czynników immunoregulacyjnych oraz wzrostem immunogenności własnych tkanek związanym z zaburzeniami ich metabolizmu.
Należą do nich choroby układowe, takie jak reumatoidalne zapalenie stawów i spokrewnione z nim schorzenia, toczeń rumieniowaty, oraz liczne choroby określonych narządów, takie jak: przewlekłe autoimmunologiczne zapalenie wątroby, immunologiczne zapalenie tarczycy, nieswoiste zapalenia jelit, cukrzyca typu 1, stwardnienie rozsiane, pęcherzyca i przewlekłe zapalenia błon naczyniowych oczu.